# Tirich Mir til topps
Tirich Mir til topps är en norsk dokumentärfilm från 1952 i regi av Rasmus Breistein.
Filmen skildrar en bestigning av bergstoppen Tirich Mir i fjällmassivet Hindukush i Pakistan. Expeditionen bestod av Arne Næss, expeditionsledaren Hans Christian Bugge, Per Kvernberg, Henry Berg, Fritjov Vogt Lorentzen, Finn Jørstad, Per Wendelbo, Arild Nybakken, Rasmus Breistein, professor Abdul Hamid Beg och kapten Tony Streather. Toppen nåddes den 23 juli 1950.
Tirich Mir til topps producerades av Breistein och spelades in efter ett manus av Reidar Lunde. Lunde var också filmens kommentator. Filmen fotades av Breistein, Henry Berg och Arild Nybakken. Den premiärvisades den 25 augusti 1952 i Norge och distribuerades av Kommunenes filmcentral.